# Buffy och vampyrerna (säsong 6)
Buffy och vampyrerna (säsong 6) sändes 2001-2002. Buffy är djupt deprimerad och Willow löper amok. Vidare kan man fråga sig vad det har tagit åt Spike och Buffy.

## Sammanfattning av säsong 6
Buffy ligger död och begraven. Willow, Tara, Xander och Anya bestämmer sig för att ändra på det, med magi ska de rädda henne från den helvetesdimension som hon kan ha hamnat i. Men vill man ha något måste man ge något tillbaka och priset för Buffys liv är högt och det är Willow som får ta smällen. När hon utför en ritual för att återuppväcka Buffy så släpper hon samtidigt in mäktig magi i sin kropp. Willow kan inte kontrollera kraften och tar allt större risker och till slut använder hon magi hämningslöst till sin egen fördel. 
Buffy undviker sina känslosamma vänner, men inte av anledningen de tror. Inte för att hon varit död, utan för att hon nu måste leva igen. I säsong sex möter man en deprimerad och frånvarande Buffy. Gänget har nämligen väckt henne ur en trygg vila. Nu är hon tillbaka och måste fullfölja sitt tunga öde på jorden. För Spike, som är den enda Buffy tål att vara med, berättar Buffy allt detta. Buffys frånvaro får Dawn att börja stjäla i ett desperat behov av uppmärksamhet. Giles ser det kaos som omger Buffy och inser att hon inte kommer agera så länge han löser alla problem åt henne. I samma veva avslöjar Xander och Anya sin förlovning.
Konsekvenserna kulminerar i avsnitten Once More With Feeling, ett musikalavsnitt - med sånginsatser av de ordinarie skådespelarna - där en demon förtrollar hela Sunnydale så att alla måste sjunga ut sina känslor, och Tabula Rasa, där Willows magi orsakar en omfattande minnesförlust. Under loppet av de två avsnitten kysser Spike och Buffy varandra för första gången. Xander och Anya sjunger ut om sina rädslor angående bröllopet, Buffy avslöjar att hon varit i himlen - inte i helvetet. Tara lämnar Willow på grund av hennes missbruk av magi och Giles lämnar landet för att få Buffy att vakna. Alla går sin egen väg.
Under säsongen har Buffy dessutom en ihärdig trio nördar, bestående av Warren Mears, Jonathan Levinson och Andrew Wells efter sig. Warren Mears jagas av sin robotflickvän i I Was Made to Love You, Jonathan försöker få uppmärksamhet - i Earshot genom att skjuta sig själv och i Superstar genom att manipulera allas uppfattning till det bästa möjliga - och Andrew märks i avsnittet The Prom. Trion bestämmer sig för att ta över Sunnydale och kartlägger därför Dråparens styrkor för att känna sin fiende. Bland deras "påhitt" finns ett bankrån, tidsmanipulation, demonåkallande, en frysstråle, en osynlighetsmaskin och hypnos av en tjej de vill ha som sin sexslav. I avsnittet Dead Things tar deras påhitt en tvär vändning in i otäckheter. Tjejen de hypnotiserat vaknar och inser att de tänkt våldta henne. När hon försöker fly stoppar Warren henne och det slutar med att hon dör. De får dock lite eller ingen uppmärksamhet från scooby-gänget som alla är upptagna på annat håll.
Buffy och Spike inleder ett förhållande baserat på en slags hatkärlek. Spike kan skada Buffy utan att chipet aktiveras och Buffys önskan om att känna något ligger bakom deras ohälsosamma sexuella förhållande. Trots att Buffy vet att det är fel kan hon inte förmå sig att sluta. Hon håller dock relationen hemlig för sina vänner. Willow lyckas förvandla tillbaka Amy Madison från råtta till människa och frossar därefter i magi med henne. Hennes nonchalanta magianvändande försätter Dawn i livsfara och Willow bestämmer sig därför för att sluta med magi. På Buffys födelsedag avslöjas Dawns snattande då Dawn oavsiktligt låser in dem alla i huset genom en önskning till en hämnddemon. På bröllopsdagen leder Xanders osäkerhet till att han lämnar Anya och hon vänder tillbaka till sitt demonliv för tröst. Då Riley besöker staden med sin nya fru får Buffy styrka nog att avsluta förhållandet med Spike. 
I Normal Again injicerar nördtrions demon ett gift i Buffy som får henne att tro att hela hennes liv och värld är en fantasi. I Seeing Red är alla är olyckliga; Anya och Xander är inte längre tillsammans och Dawn är förbisedd. Spikes längtan efter Buffy, kombinerat med hans samvetslöshet, leder till att han försöker tvinga sig på henne för att få henne tillbaka. Trion försöker sig på sin stora kupp men Buffy stoppar dem och endast Warren lyckas fly. Då Warren kommer tillbaka för att hämnas skjuter han både Buffy och Tara. Willow blir galen av ilska och sorg och förvandlas till en ond och kraftfull häxa. Tara, som Willow nyss förenats med igen, dör i hennes armar. I de tre sista avsnitten är Willow en "Mörk Willow", en Willow fylld av svart magi, som söker hämnd på Taras mördare. Hon flår Warren och ställer sedan in siktet på de "oskyldiga" nördarna Jonathan och Andrew. Buffy, Xander och Dawn måste också undanröjas eftersom de skyddar Jonathan och Andrew. Som sista hopp för att stoppa henne innan det är för sent anländer Giles laddad med lånad magi, men Willow gör snabbt de krafterna till sina egna. Fylld med så mycket ren kraft blir världens lidande för mycket för henne så hon bestämmer sig för att göra slut på hela världen. Hon lämnar Anya och Giles i ett totalförstört The Magic Box och låser in Dawn och Buffy i en livshotande underjordisk situation. Då Andrew och Jonathan flyr till Mexiko är Xander den enda kvar med möjlighet att hindra henne. Och han lyckas, med kärlek. Medan Willow gråter förtvivlat i Xanders famn och äntligen accepterar Taras död kravlar Buffy och Dawn upp ur marken. Buffys uppkomst ur graven symboliserar att Buffy återvänder till livet psykiskt, vilket man märker i säsong sju.
Spikes skuldkänslor över vad han gjort mot Buffy driver honom till Afrikas öken där han genomgår plågsamma tester för att få en önskan uppfylld. Han vill bli den han en gång var för att kunna ge Buffy vad hon förtjänar. Som tittare luras man att tro att han vill bli av chipet, men han vill egentligen få en själ. Han hade ju en själ när han var människa, innan han blev vampyr.

## Avsnittsguide
| Nr i serien | Nr i säsongen | Titel                     | Regissör         | Manus                          | Sändningsdatum   | Prod. kod    | Tittarsiffror (miljoner) |
| ----------- | ------------- | ------------------------- | ---------------- | ------------------------------ | ---------------- | ------------ | ------------------------ |
| 101102      | 12            | "Bargaining"              | David Grossman   | Marti NoxonDavid Fury          | 2 oktober 2001   | 6ABB016ABB02 | 7.7                      |
| 103         | 3             | "After Life"              | David Solomon    | Jane Espenson                  | 9 oktober 2001   | 6ABB03       | 5.6                      |
| 104         | 4             | "Flooded"                 | Douglas Petrie   | Jane Espenson & Douglas Petrie | 16 oktober 2001  | 6ABB04       | 6.0                      |
| 105         | 5             | "Life Serial"             | Nick Marck       | David Fury & Jane Espenson     | 23 oktober 2001  | 6ABB05       | 5.7                      |
| 106         | 6             | "All the Way"             | David Solomon    | Steven S. DeKnight             | 30 oktober 2001  | 6ABB06       | 5.2                      |
| 107         | 7             | "Once More, with Feeling" | Joss Whedon      | Joss Whedon                    | 6 november 2001  | 6ABB07       | 5.4                      |
| 108         | 8             | "Tabula Rasa"             | David Grossman   | Rebecca Rand Kirshner          | 13 november 2001 | 6ABB08       | 5.4                      |
| 109         | 9             | "Smashed"                 | Turi Meyer       | Drew Z. Greenberg              | 20 november 2001 | 6ABB09       | 5.4                      |
| 110         | 10            | "Wrecked"                 | David Solomon    | Marti Noxon                    | 27 november 2001 | 6ABB10       | 5.6                      |
| 111         | 11            | "Gone"                    | David Fury       | David Fury                     | 8 januari 2002   | 6ABB11       | 5.2                      |
| 112         | 12            | "Doublemeat Palace"       | Nick Marck       | Jane Espenson                  | 29 januari 2002  | 6ABB12       | 5.6                      |
| 113         | 13            | "Dead Things"             | James A. Contner | Steven S. DeKnight             | 5 februari 2002  | 6ABB13       | 5.2                      |
| 114         | 14            | "Older and Far Away"      | Michael Gershman | Drew Z. Greenberg              | 12 februari 2002 | 6ABB14       | 5.0                      |
| 115         | 15            | "As You Were"             | Douglas Petrie   | Douglas Petrie                 | 26 februari 2002 | 6ABB15       | 4.7                      |
| 116         | 16            | "Hell's Bells"            | David Solomon    | Rebecca Rand Kirshner          | 5 mars 2002      | 6ABB16       | 5.6                      |
| 117         | 17            | "Normal Again"            | Rick Rosenthal   | Diego Gutierrez                | 12 mars 2002     | 6ABB17       | 5.0                      |
| 118         | 18            | "Entropy"                 | James A. Contner | Drew Z. Greenberg              | 30 april 2002    | 6ABB18       | 4.5                      |
| 119         | 19            | "Seeing Red"              | Michael Gershman | Steven S. DeKnight             | 7 maj 2002       | 6ABB19       | 4.1                      |
| 120         | 20            | "Villains"                | David Solomon    | Marti Noxon                    | 14 maj 2002      | 6ABB20       | 5.0                      |
| 121         | 21            | "Two to Go"               | Bill L. Norton   | Douglas Petrie                 | 21 maj 2002      | 6ABB21       | 5.3                      |
| 122         | 22            | "Grave"                   | James A. Contner | David Fury                     | 21 maj 2002      | 6ABB22       | 5.3                      |

## Hemvideoutgivningar
Hela säsongen utgavs på DVD i region 1 den 25 maj 2004.

### Fotnoter
1. 1 2  Kurtz, Frank (11 oktober 2001). ”Top Ten Genre Broadcast TV Ratings (Oct. 1-7)”. Mania.com. Arkiverad från originalet den 18 oktober 2012. https://web.archive.org/web/20121018135406/http://www.mania.com/top-ten-genre-broadcast-tv-ratings-oct-17_article_30089.html. Läst 29 september 2013.
2. ↑  ”October 9, 2001”. TV Tango. http://www.tvtango.com/listings/2001/10/09. Läst 29 september 2013.
3. ↑  ”October 16, 2001”. TV Tango. http://www.tvtango.com/listings/2001/10/16. Läst 29 september 2013.
4. ↑  ”October 23, 2001”. TV Tango. http://www.tvtango.com/listings/2001/10/23. Läst 29 september 2013.
5. ↑  ”October 30, 2001”. TV Tango. http://www.tvtango.com/listings/2001/10/30. Läst 29 september 2013.
6. ↑  ”November 6, 2001”. TV Tango. http://www.tvtango.com/listings/2001/11/6. Läst 29 september 2013.
7. ↑  ”November 13, 2001”. TV Tango. http://www.tvtango.com/listings/2001/11/13. Läst 29 september 2013.
8. ↑  ”November 20 2001”. TV Tango. http://www.tvtango.com/listings/2001/11/20. Läst 29 september 2013.
9. ↑  ”November 27, 2001”. TV Tango. http://www.tvtango.com/listings/2001/11/27. Läst 29 september 2013.
10. ↑  ”January 8, 2002”. TV Tango. http://www.tvtango.com/listings/2002/01/08. Läst 29 september 2013.
11. ↑  ”January 29, 2002”. TV Tango. http://www.tvtango.com/listings/2002/01/29. Läst 29 september 2013.
12. ↑  ”February 5, 2002”. TV Tango. http://www.tvtango.com/listings/2002/02/05. Läst 29 september 2013.
13. ↑  ”February 12, 2002”. TV Tango. http://www.tvtango.com/listings/2002/02/12. Läst 29 september 2013.
14. ↑  ”February 26, 2002”. TV Tango. http://www.tvtango.com/listings/2002/02/26. Läst 29 september 2013.
15. ↑  ”March 5, 2002”. TV Tango. http://www.tvtango.com/listings/2002/03/05. Läst 29 september 2013.
16. ↑  ”March 12, 2002”. TV Tango. http://www.tvtango.com/listings/2002/03/12. Läst 29 september 2013.
17. ↑  ”April 30, 2002”. TV Tango. http://www.tvtango.com/listings/2002/04/30. Läst 29 september 2013.
18. ↑  ”May 7, 2002”. TV Tango. http://www.tvtango.com/listings/2002/05/07. Läst 29 september 2013.
19. ↑  ”May 14, 2002”. TV Tango. http://www.tvtango.com/listings/2002/05/14. Läst 29 september 2013.
20. 1 2  ”May 21, 2002”. TV Tango. http://www.tvtango.com/listings/2002/05/21. Läst 29 september 2013.
21. ↑  ”Buffy the Vampire Slayer - Season 6” (på engelska). TV Shows on DVD. 25 maj 2004. Arkiverad från originalet den 9 oktober 2008. https://web.archive.org/web/20081009105905/http://www.tvshowsondvd.com/releases/Buffy-Vampire-Slayer-Season-6/3131. Läst 16 februari 2017.